# Джеймс Милнър
Джеймс Филип Милнър (на английски: James Philip Milner) е английски професионален футболист, външен полузащитник. Той е играч на Брайтън. 

## Кариера
Милнър прави професионалния си дебют с „Лийдс Юнайтед“ през 2002 г. След това халфът преминава през отборите на „Суиндън Таун“ (под наем) и „Нюкасъл“. Милнър е привлечен за постоянно от „Астън Вила“ през лятото на 2008 г. Крилото дебютира за Англия през август 2009 г. в контролна среща с Холандия. През лятото на 2010 г. преминава в отбора на „Манчестър Сити“ за сума от 26 млн. лири, като Астън Вила получава само 16 млн., защото част от сделката е Стивън Айрланд да премине на „Вила Парк“.

## Отличия
„Манчестър Сити“
- ФА Къп (2011)
- Висша лига (2012, 2014)
- Купа на лигата (2014)
- Къмюнити Шийлд (2012)

„Ливърпул
Висша лига (2019)
- Шампионската лига (2019)
- Суперкупа на Европа (2019)
- Световно клубно първенство (2019)